# Jacques du Plessis

a Compétitions nationales et continentales officielles uniquement.

b Matchs officiels uniquement.
Dernière mise à jour le 3 mars 2025.
Jacques du Plessis (Willem Hendrik Jacques du Plessis), né le 11 août 1993 à Pongola, KwaZulu-Natal en Afrique du Sud, est un joueur de rugby à XV sud-africain évoluant au poste de troisième ligne aile ou de deuxième ligne.

## Biographie
En octobre 2015, Jacques du Plessis rejoint le Top 14 et l'équipe du Montpellier Herault Rugby, en provenance du club des Blue Bulls. Il était auparavant international sud-africain chez les moins de 20 ans (5 sélections, un essai). 
Le point fort de du Plessis est sa mobilité étonnante pour un avant, il jouit en effet d'un abattage considérable qui lui permet également d'évoluer en troisième ligne aile en dépit d'un gabarit plus proche d'un deuxième ligne (2,01m - 119 kilos). "C'est un joueur qui ne s’arrête jamais et qui se donne toujours à 100%" déclare son entraineur Jake White, qui le compare également à Sébastien Chabal. A l'instar des avants sud-africains, il se montre précieux dans son engagement et son impact physique, essayant régulièrement de marquer ses adversaires. Joueur polyvalent, il est principalement utilisé en seconde ligne aux côtés de son ami Paul Willemse.

## Palmarès
- Vainqueur du Challenge européen 2015-2016 et 2020-2021 avec le Montpellier Hérault Rugby
- Meilleur numéro 4 de la saison 2016 de Top 14 selon Rugbyrama [6].
- Vainqueur de la Currie Cup 2021 avec les Blue Bulls.